# Gemeentelijke adviesraad
In Vlaanderen is een gemeentelijke adviesraad of kortweg adviesraad een orgaan, opgericht door de gemeenteraad, met de bedoeling het gemeentebestuur regelmatig en systematisch te adviseren op bepaalde beleidsdomeinen. 
Twee gemeentelijke raden zijn verplicht: de Gemeentelijke Commissie Ruimtelijke Ordening (GECORO), en de Jeugdraad. 
De oprichting van de overige raden is facultatief. Volgens artikel 303 §3 van het Decreet Lokaal Bestuur van 2017 kan de gemeenteraad een of meer adviesraden oprichten. Deze raden moeten gemengd zijn qua gender, en leden van het gemeentebestuur zelf hebben er geen stemrecht. Verder kan de gemeenteraad een meer specifiek reglement aannemen over de werking van de raden. 
Tal van Vlaamse gemeenten hebben dergelijke adviesraden, bijvoorbeeld De Panne, Grimbergen, Leopoldsburg, Lier, Londerzeel en Lummen. 
Gemeentelijke adviesraden worden ondersteund, begeleid, en met elkaar in contact gebracht door onder meer De Wakkere Burger vzw, een sociaal-culturele beweging voor een participatiedemocratie. 